# Óscar Rai Villa
Óscar Rai Villa de los Reyes (ur. 15 lipca 1994 w Hermosillo) – meksykański piłkarz występujący na pozycji napastnika, od 2024 roku zawodnik gwatemalskiego Xelajú MC.